# Oberpfalz
Oberpfalz (Opper-Palts) is zowel een Bezirk als een Regierungsbezirk (regio) van Beieren, een deelstaat van Duitsland.

## Indeling
Oberpfalz wordt gevormd door 7 Landkreise en 3 Kreisfreie steden.
| Landkreise | Kreisfreie Städte                                  |
| --- | -------------------------------------------------- |
| 1. Almberg-Sulzbach 2. Cham 3. Neumarkt in der Oberpfalz 4. Neustadt an der Waldnaab 5. Regensburg 6. Schwandorf 7. Tirschenreuth | 1. Amberg 2. Regensburg 3. Weiden in der Oberpfalz |

## Inwonertal
Historische inwonertallen van Opper-Palts:
| 1900: | 553.841   |
| 1910: | 600.284   |
| 1939: | 694.742   |
| 1950: | 906.822   |
| 1961: | 898.580   |
| 1970: | 963.833   |
| 1987: | 969.868   |
| 2002: | 1.088.929 |
| 2005: | 1.089.543 |

Mittelfranken · Niederbayern · Unterfranken · Oberbayern · Oberfranken · Oberpfalz · Schwaben